# Franz Hausmann (Politiker)

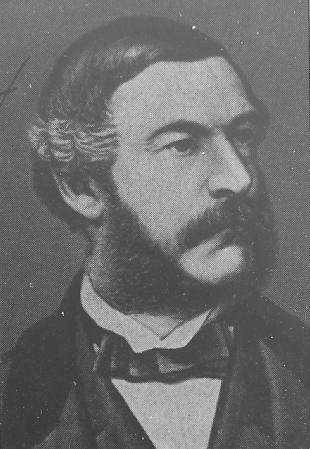
Franz Hausmann

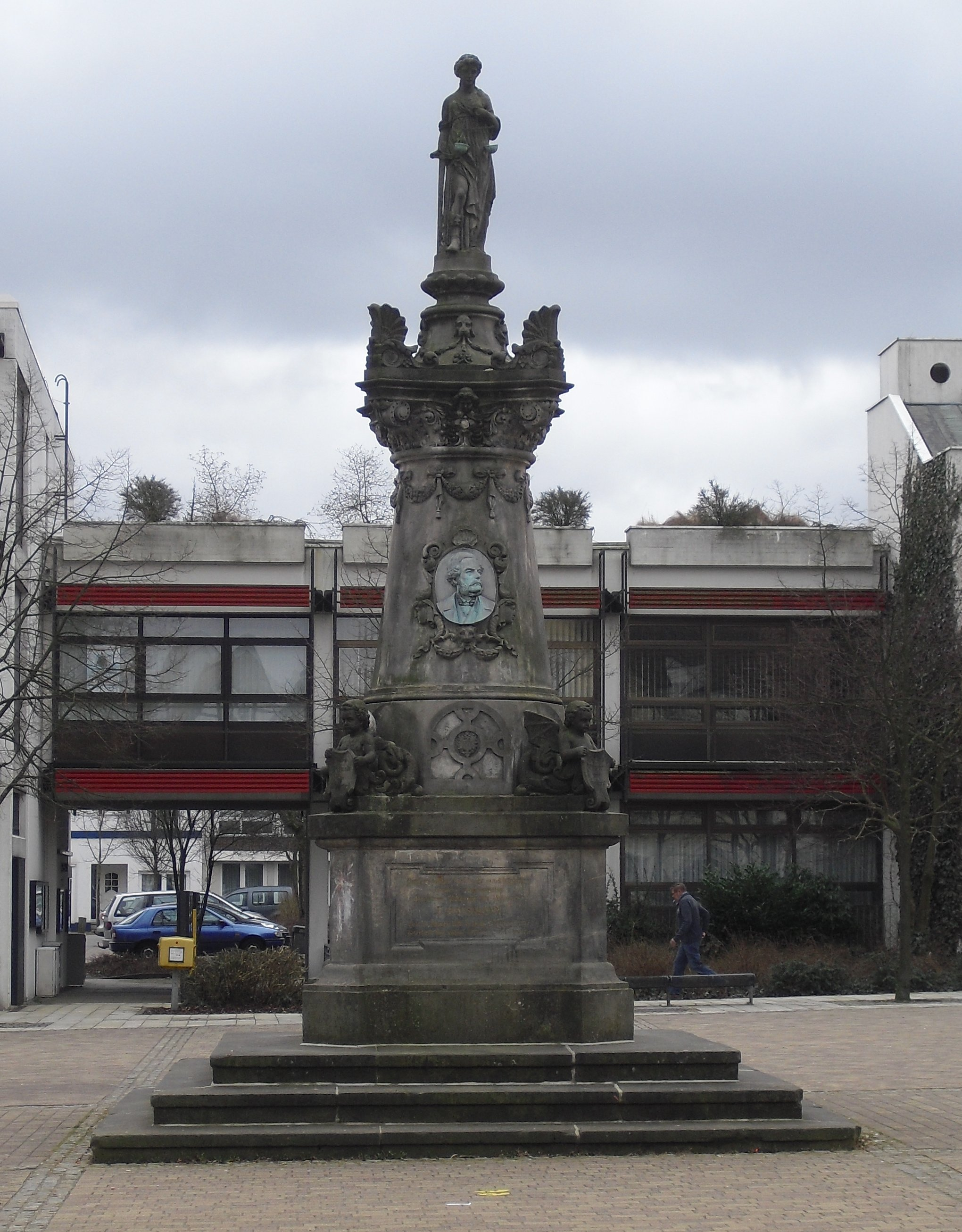
Hausmann-Denkmal in Horn, errichtet 1882

Franz Hausmann (* 26. Februar 1818 in Horn (heute Horn-Bad Meinberg); † 30. Dezember 1877 ebenda) war Jurist und Abgeordneter.

## Leben
Franz Hausmann wurde am 26. Februar 1818 in Horn in Lippe geboren. Sein Vater war der Horner Amtmann Ludwig Friedrich Ernst Hausmann, seine Mutter Friederike Ernestine Wilhelmine von Heiderstedt. Hausmann, am 25. März 1818 auf den vollständigen Namen Franz Konrad Kasimir getauft, war der Älteste unter mehreren Geschwistern. Die Mutter verstarb früh. Franz Hausmann besuchte das Gymnasium in Lemgo, studierte 1837 bis 1840 in Jena, Leipzig und Heidelberg die Rechte, trat in den Justizdienst seines Heimatlandes und wurde 1845 zum Stadtsyndikus seiner Vaterstadt erwählt. 1847 bis 1851 war er Vizepräsident des konstituierenden Landtags von Lippe und nach dessen Auflösung Führer der liberalen Partei im Land. Zugleich war er Mitglied im Nationalverein als Agent für Lippe und wurde Deputierter bei den deutschen Abgeordnetentagen.
Bei der Wahl zum Konstituierenden Reichstag im Februar 1867 unterlag Hausmann im Reichstagswahlkreis Fürstentum Lippe Alexander von Oheimb. Mit dem Gewinn des Reichstagswahlkreises Fürstentum Lippe bei der Reichstagswahl im August 1867 wurde Hausmann Abgeordneter im Reichstag des Norddeutschen Bundes und brachte in dieser Eigenschaft die Bedenken des Landes Lippe über die reaktionäre Regierung und die widerrechtliche Wiederherstellung der Verfassung von 1836 zur Diskussion. Damit bewirkte er die Entlassung Alexander von Oheimbs und die Berufung Adalbert von Flottwells im Jahr 1871. Flottwell versuchte, im Streit zwischen Fürst Leopold III. und dem Landtag zu vermitteln, konnte jedoch Hausmann nicht überzeugen. Damit wurde eine Aussöhnung der zerstrittenen Parteien vereitelt. Hausmann gehörte dem norddeutschen und deutschen Reichstag seit 1867 bis zu seinem Tod ununterbrochen als Mitglied der Deutschen Fortschrittspartei an, die in strikter Opposition zu Otto von Bismarck stand. Franz Hausmann starb am 30. Dezember 1877 in Horn. Im Zentrum des Marktplatzes in Horn steht ein Denkmal des überzeugten Demokraten und Vorkämpfers demokratischer Freiheitsrechte Franz Hausmann. Auch eine Straße in Horn-Bad Meinberg wurde nach ihm benannt. Hausmann war, als sein plötzlicher Tod im Dezember 1877 seinem politischen Wirken ein Ende setzte, seit 1876 auch wieder Abgeordneter (Fortschrittspartei) im lippischen Landtag, in dem er auch erneut zum Vizepräsidenten ernannt worden war.
Franz Hausmann hatte bereits zur Zeit der gescheiterten Revolution von 1848/49 eine namhafte Rolle bei den lippischen Demokraten gespielt. Er war von ihnen bereits im Herbst 1848 in ihre regionale Dachorganisation gewählt worden, und er soll von ihnen in dieser Zeit des schwindenden Vertrauens in die Tätigkeit der Frankfurter Nationalversammlung sogar einmal auf einem Kongress in Lemgo dazu erwählt worden sein, als Co-Deputierter ('Condeputirter') nach Frankfurt zu gehen, wie ein Zeitzeuge schreibt.
Ein spektakuläres Ereignis in der Geschichte des deutschen Parlamentarismus war im Jahr 1851 beim Amtsantritt Leopolds III. die Verweigerung des Huldigungseids durch eine Gruppe lippischer Landtagsabgeordneter, darunter Hausmann, in Auflehnung gegen die auch in Lippe durchgeführte Restaurationspolitik.
Franz Hausmann setzte seinen in der Revolutionszeit begonnenen Kampf für bürgerlich-demokratische Rechte (womit es gerade im Einzelstaat Lippe oder auch etwa in Mecklenburg nicht zum Besten stand), für ein demokratisches Wahlrecht und die Beseitigung alter feudaler Privilegien bis in die letzten Jahre seines Lebens hinein fort. Weithin Aufsehen erregte die in den Jahren 1870/71 ihren Höhepunkt erreichende lippische Widerstandsbewegung gegen das Jagdprivileg des Landesherrn, bei der Hausmann eine maßgebliche Rolle spielte.

## Ehrungen
1882 wurde ihm zu Ehren auf dem Marktplatz von Horn ein Denkmal errichtet. Es trägt die Inschrift: "Dem deutschen Reichstags- und lippischen Landtags-Abgeordneten, dem treuen Vorkämpfer für Volksrechte, F. HAUSMANN, geb. 26. Februar 1818, gest. 13. Dezember 1877, gewidmet von seinen Wählern und Freunden".

## Veröffentlichungen
- Lippe-Detmold. In: Das Staats-Lexikon, Bd. 9 (1864), herausgegeben von Karl von Rotteck und Karl Theodor Welcker, S. 531–549 (Digitalisat auf Google Bücher)
- Eine nicht gehaltene Rede des Landtags-Abgeordneten Hausmann. Beilage zu: Die Wage Jg. 4 (1851), Nr. 40 vom 17. Mai (Digitalisat LLB Detmold)
- Nachricht über den Stand der Weerths-Denkmal-Angelegenheit. In: Die Sonntagspost Jg. 7 (1862), Nr. 30 vom 27. Juli, S. 123
- Die am 28. und 29. Septbr. zu Weimar Statt gehabte Versammlung der deutschen Volks-Vertreter betreffend. In: Die Sonntagspost Jg. 7 (1862), Nr. 40 vom 5. Oktober 1862, S. [163]-164 und Nr. 41 vom 12. Oktober 1862, S. [167]-169
- Die neueste Wendung der Streitfrage über unser Jagdrecht. In: Die Sonntagspost Jg. 15 (1870), Nr. 11 vom 13. März 1870, S. [41]-43
- Briefliche Mittheilungen aus Berlin. In: Die Sonntagspost Jg. 15 (1870), Nr. 51 vom 18. Dezember 1870
- Mittheilungen aus dem Reichstage. In: Die Sonntagspost Jg. 16 (1871), Nr. 49 vom 3. Dezember 1871
- Die unvollendet liegen gebliebene Eisenbahnverbindung in Lippe und die Stellung der Fortschrittspartei zu derselben. In: Die Sonntagspost Jg. 19 (1874), Nr. 27 vom 5. Juli 1874, S. 153–154
- Die bevorstehende Einweihungs-Feier des Hermanns-Denkmals. In: Die Sonntagspost Jg. 20 (1875), Nr. 26 vom 27. Juni 1875, Nr. 27 vom 4. Juli 1875 und Beiblatt zu Nr. 27 der Sonntagspost vom 7. Juli 1875
- Der Kampf um's Recht in Mecklenburg und Lippe. In: Die Sonntagspost Jg. 20 (1875), Nr. 39 vom 26. September 1875 und Nr. 40 vom 3. Oktober 1875
- Mittheilungen aus dem Reichstage. In: Lippische Post Nr. 35/1877 vom 2. Mai 1877 und Nr. 36/1877 vom 5. Mai 1877
- Zur Erläuterung. In: Lippische Post Nr. 103/1877 vom 29. Dezember 1877